# Lithostege marcata
Lithostege marcata là một loài bướm đêm trong họ Geometridae.